# Plst

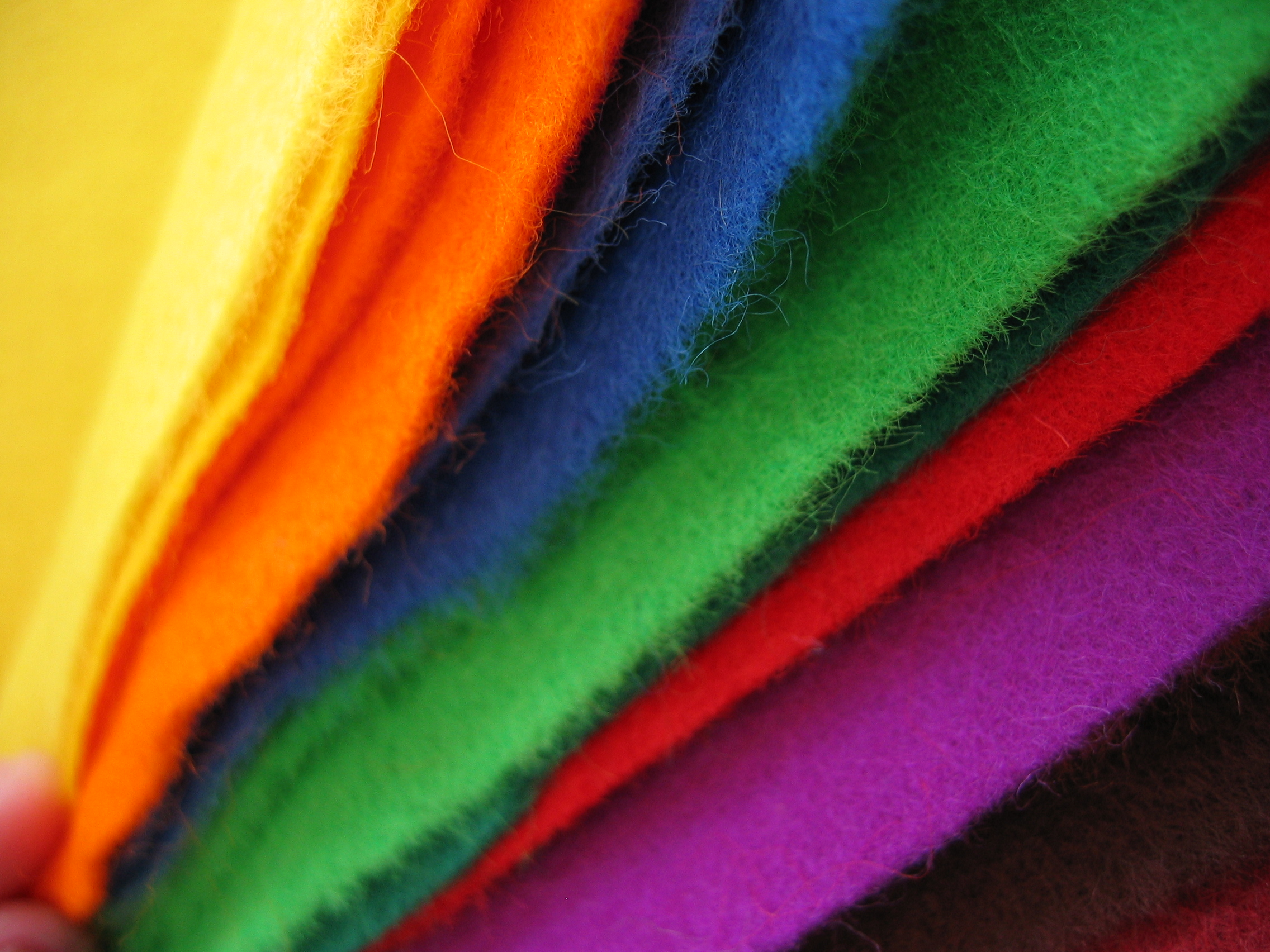
Různé druhy plsti

Plst či plsť (nebo též z němčiny filc) je plošná textilie ze vzájemně zaklesnutých vláken.
Prolnutí a propojení vláken se dá dosáhnout:
- valchováním (plstěním za mokra)
- vpichováním (suchým plstěním)

Plsti se vyrábějí z vlákenného rouna jako netkaná textilie nebo zplstěním povrchu tkanin a pletenin.

## Valchovaná plst
Vlákenné rouno se napouští párou, aby získalo určitou vlhkost a teplotu a potom se plstí na válcovém nebo plotýnkovém stroji. Pracovní orgány působí na textilii tlakem a třením za současného přísunu páry. Po dosažení dostatečné hustoty se rouno valchuje.
Vlastní valchování je zhušťování a zplsťování povrchu textilií tlakem, tlučením, vlhkostí a teplem na valchovacích strojích.
Známé jsou: kladivové a válcové valchy, pleteniny se valchují na bubnových strojích. Například na válcovém stroji probíhá zboží rychlostí 100–150 m/min. po dobu 60–90 minut.
Způsoby valchování:
- Neutrální valchování se provádí v alkalickém prostředí mýdlem a uhličitanem sodným.
- Na kyselou valchu se používá kyselina mravenčí, octová nebo sírová. Tento postup je vhodný pro silné zplstění, které zcela zakryje strukturu vazby textilie.

Textilie se může valchováním srazit až o 40 %. 
Jak naznačuje snímek v galerii, mají vlastnosti materiálu značný vliv na výsledek plstění. 

## Vpichovaná plst
Do rouna z textilních vláken se vpichují jehly zvláštního tvaru. Jehly jsou konstruovány tak, aby při každém vniknutí do rouna zachytily vlákna a protáhly je kolmo nebo šikmo ke směru průchodu materiálu, aby se vlákna vzájemně zauzlila. Při výstupu jehel z rouna se z nich vlákna vysmeknou, takže se jehly bez odporu vrátí do původní polohy. Rouno se pak případně dále zpevňuje účinkem chemikálií nebo páry.
Touto technologií se v současné době vyrábí téměř všechny plsti, protože je podstatně levnější než valchování. Jako surovina se zde dají používat i vlákna bez šupinatého povrchu, proto je u velké části výrobků vlna nahrazena chemickými vlákny.
Video výroby vpichované plste / detaily na jehly: https://youtu.be/eDvu1J48DFM?si=pbqqWwCyb4ZUaJ2_&t=17

## Použití
zejména na
- podlahové krytiny, filtry a izolace[6]

- Dříve se v poměrně značném rozsahu valchovaly těžší vlněné tkaniny (loden, hubertus), ze kterých se šily zejména stejnokroje, například pro lesníky nebo i pro armádu. Pro tyto účely se v posledních desetiletích používají jiné druhy textilií, jen v některých regionech Bavorska a Rakouska se stále ještě nosí kroje z lodenu.[7]
- Plstěné klobouky (obrázek vpravo), fezy a jiné pokrývky hlavy se dnes nosí mnohem méně než ještě v polovině minulého století. (Kloboučnictví se staletou tradicí v Novém Jičíně si však stále ještě udržuje silné postavení ve světové konkurenci[8]
- Speciální plsti: např. kulečníkové sukno apod.[9]
- Plstěné doplňky a dekorace[10]

## Galerie plstí

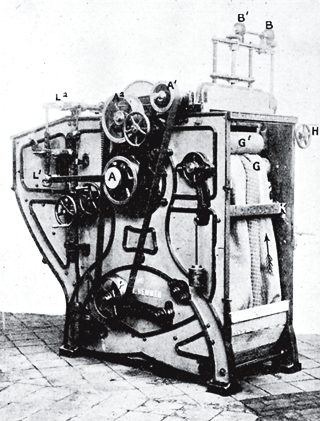
Kladivová valcha ze začátku 20. století
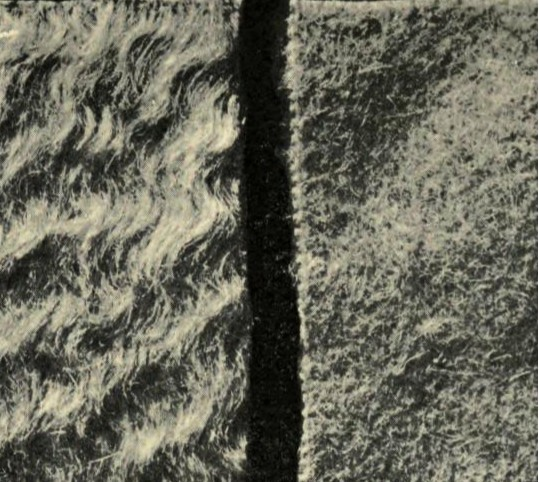
Plstěné tkaniny: vlevo z hrubé (35 µm), vpravo z merinové vlny při identických podmínkách plstění
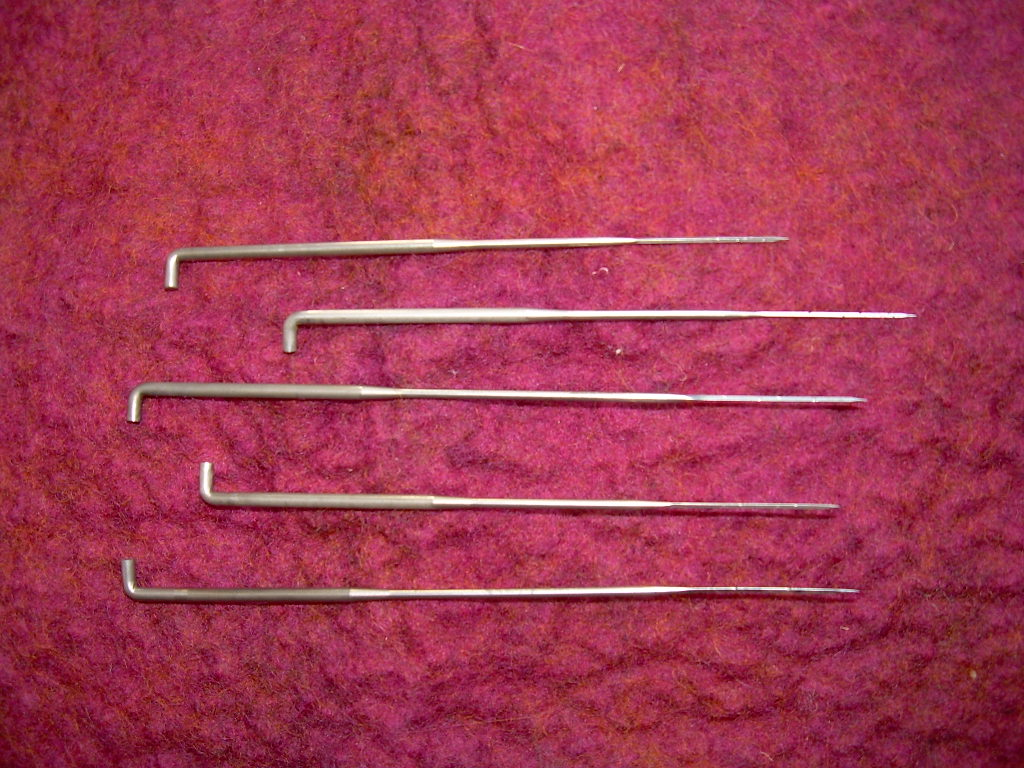
Plstící jehly
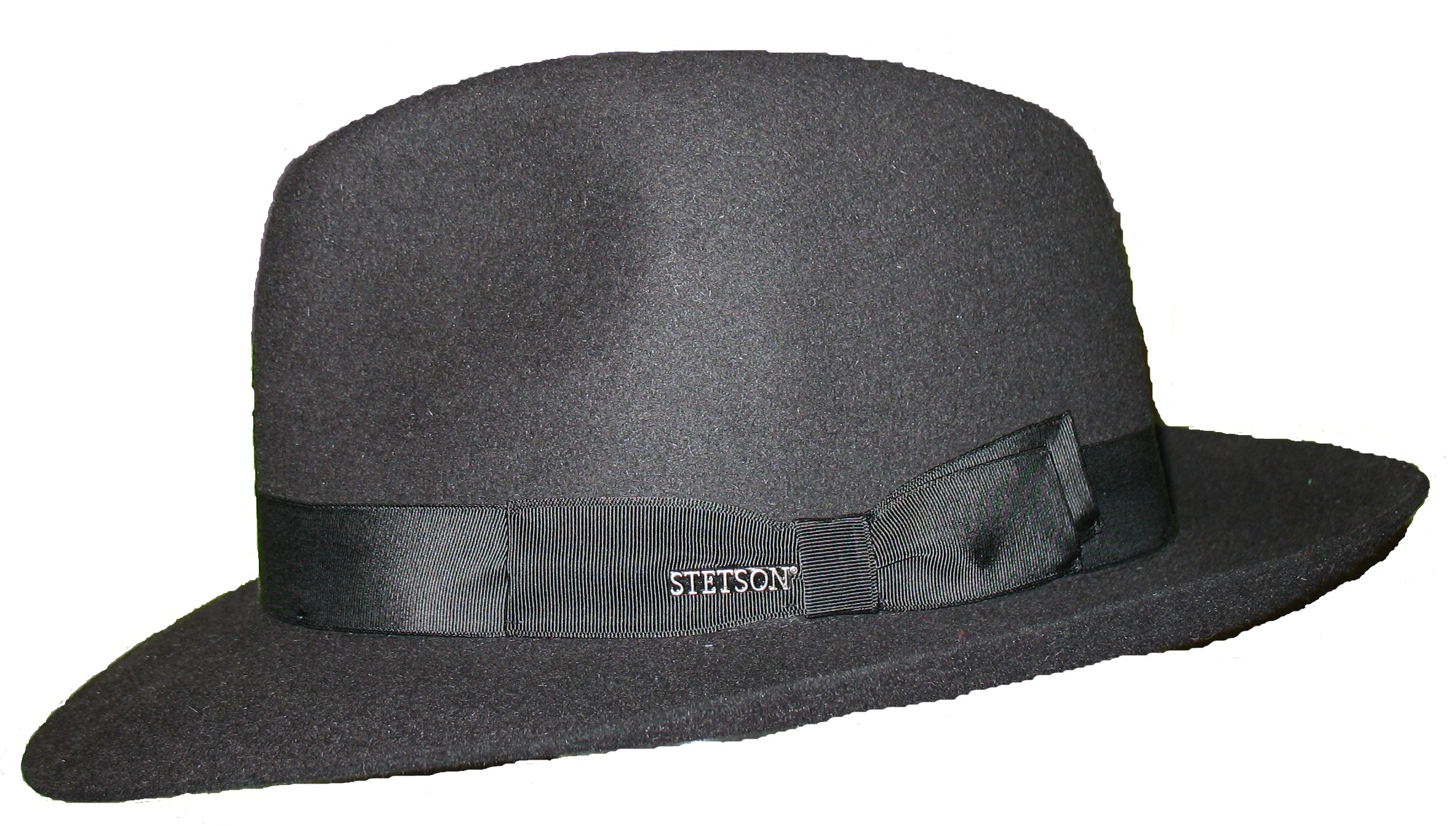
Plstěný klobouk
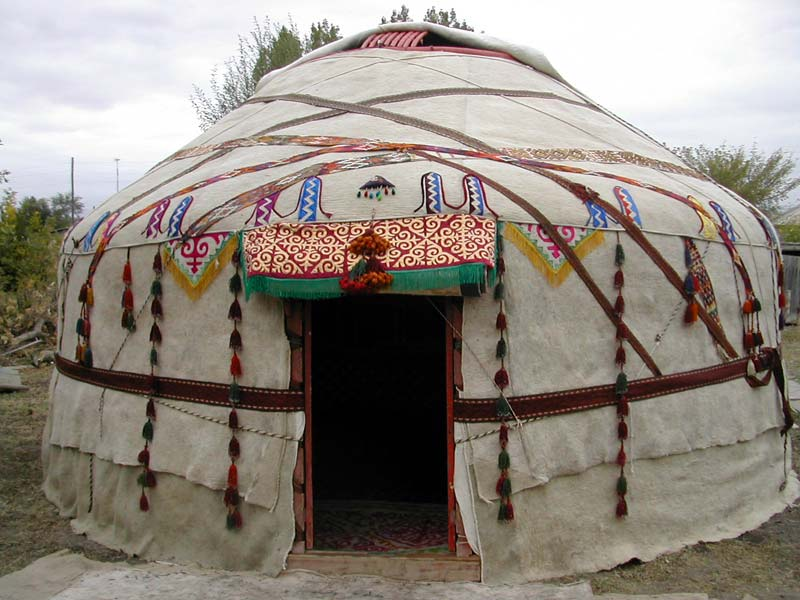
Kazašská plstěná jurta (2006)
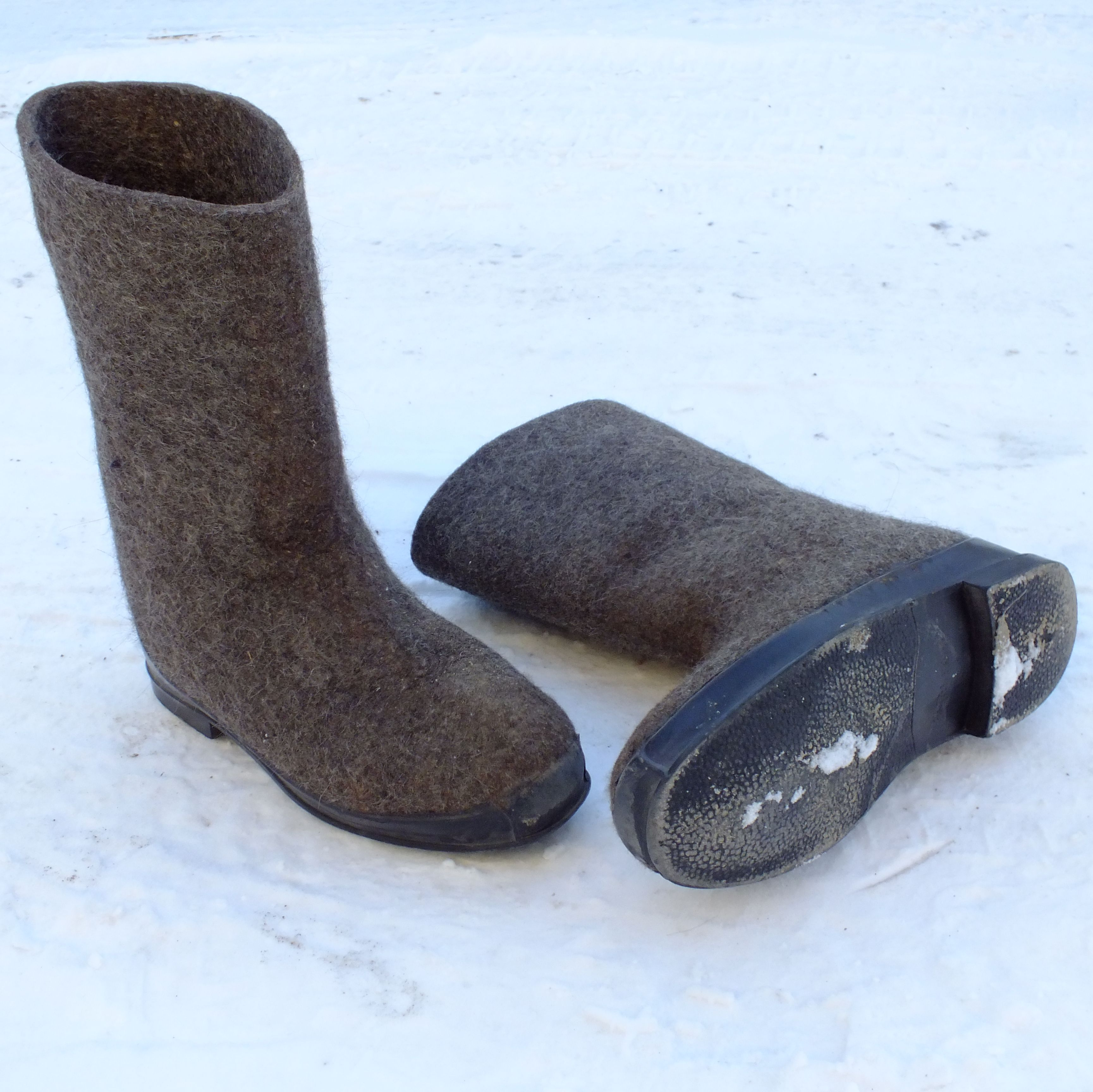
Ruské válenky z roku 2016